# Maximilian Bayer
Maximilian Gustav Stephan Bayer, noto anche con lo pseudonimo di Jonk Steffen (Karlsruhe, 11 maggio 1872 – Nomeny, 25 ottobre 1917), è stato un militare prussiano, co-fondatore dello scautismo tedesco.

## Biografia e carriera militare
Figlio del generale Stephan Bayer e della sua seconda moglie Julie Henoch, fu battezzato con rito cattolico benché il ramo materno della sua famiglia avesse origini ebraiche, trascorse l'infanzia e la giovinezza spostandosi frequentemente tra la Germania e l'Italia. Raggiunta l'età adulta non si sposò mai ma ebbe una figlia.
Dopo aver completato le scuole superiori presso il liceo Marco Polo di Venezia, nel 1887 entrò nell'accademia militare di Lichterfelde (Berlino), dove si diplomò come ufficiale nel 1891. Rimase in servizio attivo nell'esercito prussiano sino al 1917 raggiungendo il grado di maggiore.
Nel 1904 partì volontario con il corpo di spedizione impegnato nella colonia dell'Africa Tedesca del Sud-Ovest, qui servì sotto il colonnello Theodor Leutwein presso il quartier generale di Okahandja e prese parte alle azioni militari contro le popolazioni Herero e Nama che erano insorte contro i colonizzatori (Guerre herero). Rientrò in patria l'anno successivo dopo aver contratto la febbre tifoidea, per le sue azioni militari ricevette le onorificenze dell'ordine dell'Aquila rossa, dell'ordine del Leone di Zähringen e dell'ordine al merito militare di Baviera.
Dopo essersi ristabilito pubblicò alcune opere riguardanti la guerra in Africa, tra cui alcuni racconti ispirati alla sua esperienza sotto lo pseudonimo di Jonk Steffen.

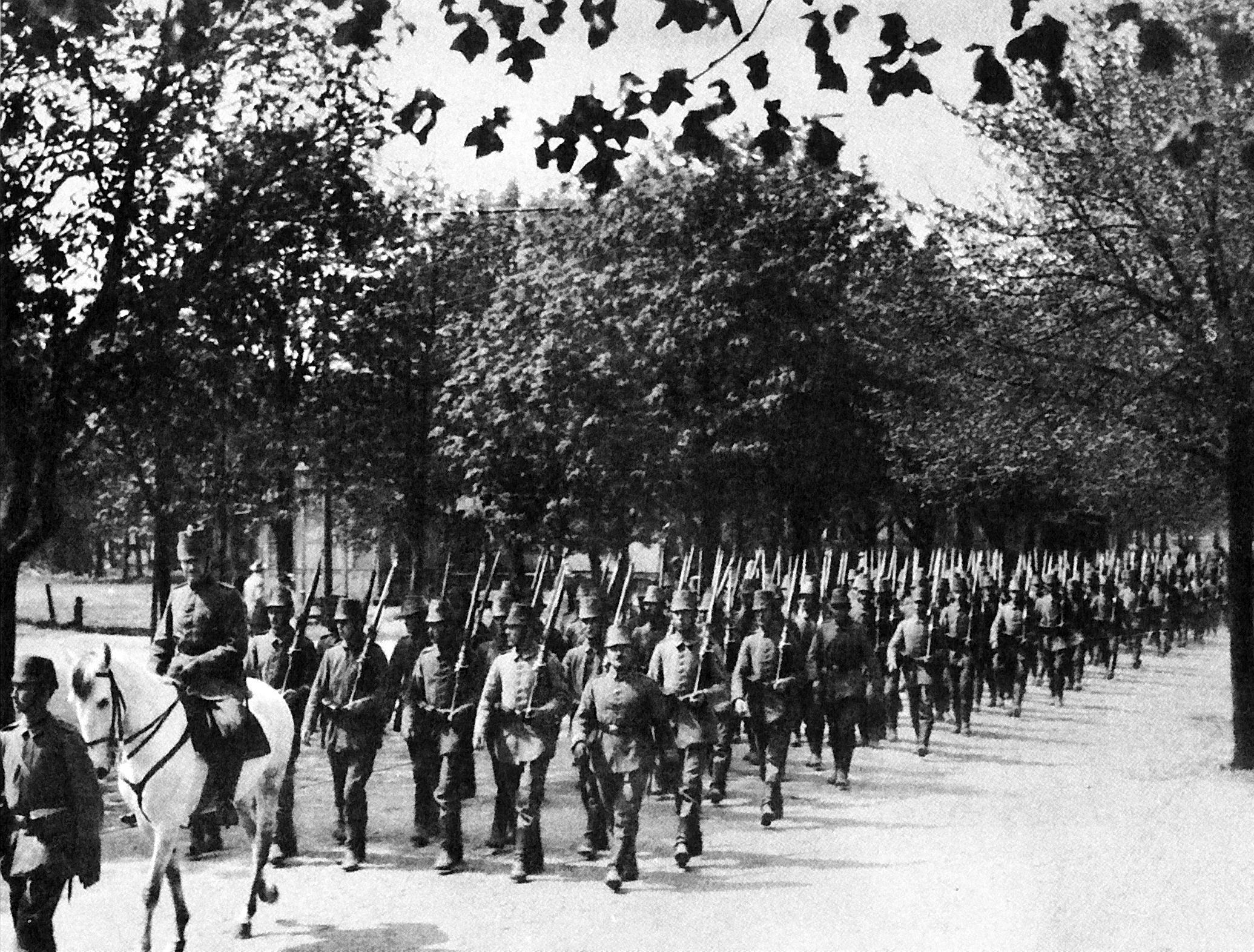
Il 27º battaglione Jäger in parata a Libau (Liepāja) nel 1917.

Prese parte alla prima guerra mondiale col grado di maggiore del 27º reggimento di fanteria prussiana: combatté nella battaglia di Liegi e una volta conquistata la città fece fucilare numerosi civili accusati di aver sparato sulle truppe tedesche. Dopo l'occupazione tedesca di Bruxelles fu nominato comandante militare della città (Kommandantur) e come primo atto fece arrestare il sindaco Adolphe Max che si rifiutava di collaborare con gli occupanti. Durante il suo incarico si distinse per la durezza dei metodi usati per il mantenimento dell'ordine pubblico e per l'utilizzo di reparti di scout fatti arrivare appositamente dalla Germania; questi giovani, minorenni reclutati su base volontaria ma retribuiti, erano sottoposti alla disciplina militare e si occupavano di diverse mansioni anche di carattere amministrativo in modo tale da liberare i soldati per il fronte.
Le sue azioni durante l'occupazione tedesca del Belgio gli valsero una Croce di Ferro ma anche la richiesta di estradizione per crimini di guerra da parte del governo belga in esilio, richiesta rimasta poi lettera morta a causa della scomparsa di Bayer prima della fine del conflitto.
Nel 1915 fu incaricato di addestrare un corpo di volontari finlandesi presso il campo di Lockstedt in funzione anti-russa: l'arruolamento di questi uomini, principalmente giovani studenti universitari politicamente impegnati, avvenne in maniera clandestina poiché all'epoca il Granducato di Finlandia era parte integrante dell'Impero russo.
Partendo da poco meno di 200 unità, in pochi mesi il "corso di addestramento scout" (Pfadfinderkursus) di Bayer arrivò ad annoverare circa 2000 elementi e nel maggio 1916 il corpo divenne ufficialmente il 27º Battaglione Jäger (Jägerbataillon Nr. 27) dell'esercito prussiano ed utilizzato nelle operazioni militari in Curlandia.
La creazione di questo battaglione ebbe un ruolo molto importante nella storia della Finlandia in quanto esso è considerato il nucleo embrionale dal quale ebbe origine l'esercito finlandese creato al termine del primo conflitto mondiale, inoltre gli ufficiali formati in Germania divennero i quadri di comando della Guardia Bianca durante la guerra civile finlandese.
A distanza di molti anni vengono ancora celebrate manifestazioni congiunte tra tedeschi e finlandesi per commemorare Bayer e il ruolo del suo battaglione nella storia del paese.

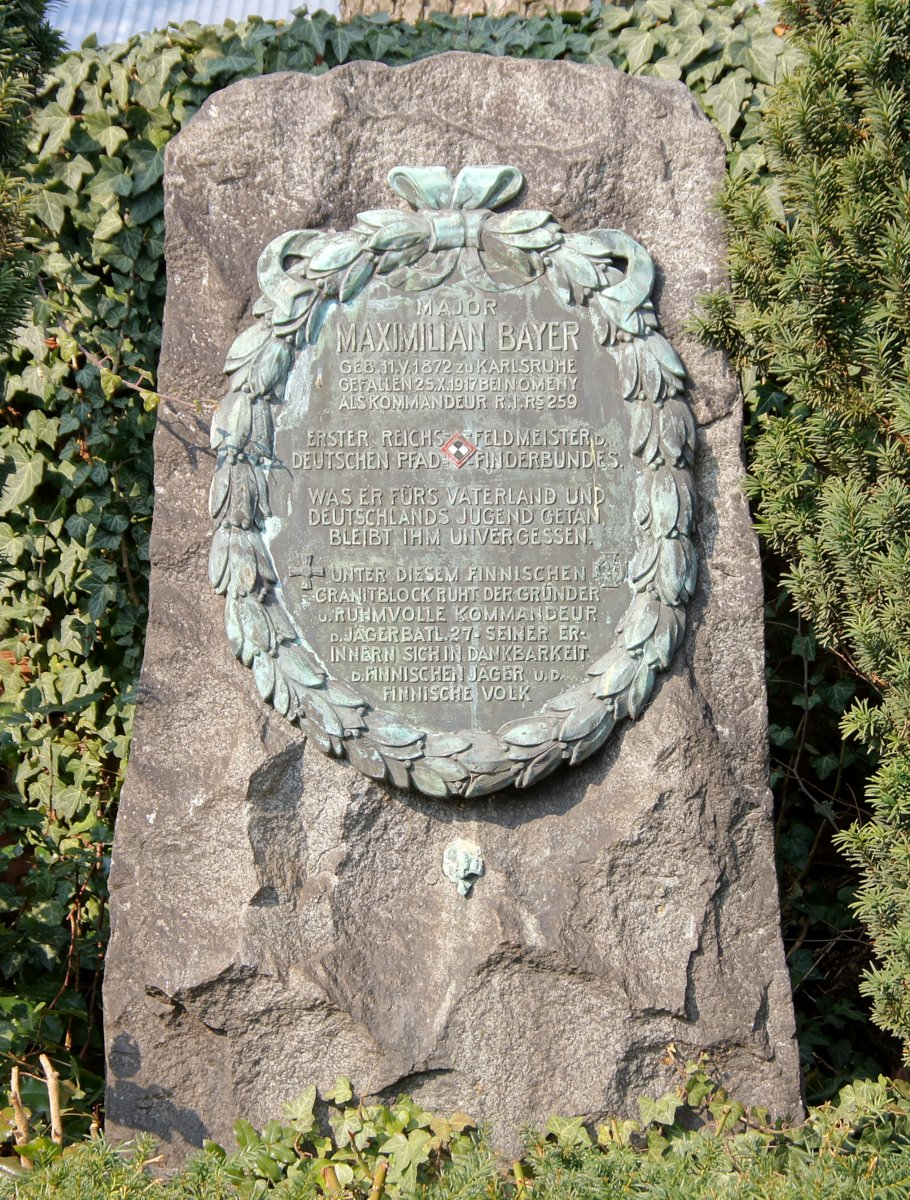
Lapide nel cimitero di Mannheim.

### Morte
Fu ucciso nel 1917 con un colpo alla testa da un cecchino a Nomeny sul fronte occidentale mentre ispezionava i soldati del 259º reggimento di fanteria che comandava; le sue spoglie furono inizialmente sepolte a Metz, poi nel 1924 vennero spostate al cimitero militare tedesco di Féy presso Novéant-sur-Moselle e infine nel 1926 la famiglia fece traslare i suoi resti per seppellirli in patria nel cimitero di Mannheim. Nel 1929 fu posizionata sulla sua tomba una lapide commemorativa, ricavata da un blocco di granito finlandese e ornata da una placca di bronzo, riportante il simbolo dell'associazione scout tedesca e la croce di ferro.

## Scautismo
Nel 1908 cominciò la sua collaborazione con Alexander Lion, medico militare suo commilitone durante la guerra in Africa, che all'epoca era in contatto con Lord Baden-Powell, finalizzata alla diffusione dello scautismo in Germania. Il loro impegno congiunto portò l'anno successivo alla pubblicazione della traduzione tedesca di Scouting for Boys (Das Pfadfinderbuch). Questa iniziativa incontrò diverse critiche, in particolare da parte di coloro che ritenevano le tendenze sovrannazionali del modello scout in contrapposizione col sentimento patriottico, per questo motivo Bayer, temendo ripercussioni negative sulla sua carriera militare, chiese ed ottenne di far rimuovere il suo nome dagli editori delle successive edizioni del libro. Tuttavia il suo impegno per la creazione di un movimento scout tedesco non venne meno e quando nel gennaio 1911 fu creata la prima associazione nazionale, denominata Deutsche Pfadfinderbund, Bayer ne divenne il capo col titolo di Reichsfeldmeister. Nei due anni successivi si dedicò interamente all'organizzazione dell'associazione anche grazie ad un congedo temporaneo dall'esercito e nel 1912 partecipò alla creazione dell'associazione nazionale delle guide, il movimento parallelo allo scautismo rivolto alle ragazze.
Il suo coinvolgimento col mondo scout, che inizialmente aveva creato in Bayer delle preoccupazioni per la sua carriera nell'esercito, divenne invece parte integrante della sua attività di militare: nel 1914 in qualità di comandante militare di Bruxelles fece arrivare nel Belgio occupato reparti di giovani scout tedeschi da utilizzare nell'amministrazione cittadina al posto dei soldati che così potevano essere utilizzati in combattimento. L'anno successivo fu proprio la sua esperienza in ambito scout, in particolare nell'addestramento dei giovani, a farlo designare dal comando militare come capo del programma di addestramento degli jäger finlandesi.
Nel 1915 fu incaricato anche di lavorare ad un progetto per lo sviluppo dello scautismo turco poiché l'Impero ottomano all'epoca era alleato della Germania.

## Opere
- Die Nation der Bastards, W. Süsserott, Berlino 1906 (parte di Koloniale Abhandlungen vol. 1); ripubblicato in lingua inglese come The Rehoboth baster nation of Namibia, Basler Afrika Bibliographien, Basilea 1984 (ISBN 3905141388)
- Der Krieg in Südwestafrika, Friedrich Engelmann, Lipsia, 1906
- Mit dem Hauptquartier in Südwestafrika, Wilhelm Weicher, Berlino, 1909
- Scherls Jungdeutschlandbuch, August Scherl, Berlino, 1911

Libri pubblicati sotto lo pseudonimo di Jonk Steffen:
- Im Orlog. Südwestafrikanischer Roman, Verlag kolonialpolitischer Zeitschriften, Berlino, 1910
- Okowi - ein Hererospion? Eine Geschichte aus dem südwestafrikanischen Kriege, Wilhelm Weicher, Berlino, 1910
- Die Helden der Naukluft, Verlag Otto Spamer, Lipsia, 1912
- Die Rache des Herero - Eine Geschichte aus dem südwestafrikanischen Kriege, Verlag Otto Spamer, Lipsia, 1913